# Canistro
Canistro ist eine italienische Gemeinde (comune) mit 882 Einwohnern (Stand 31. Dezember 2023) in der Provinz L’Aquila in den Abruzzen. Die Gemeinde liegt etwa 46 Kilometer südlich von L’Aquila am Liri, gehört zur Comunità montana Valle Roveto und grenzt unmittelbar an die Provinz Frosinone (Latium).

## Weinbau
In der Gemeinde werden Reben der Sorte Montepulciano für den DOC-Wein Montepulciano d’Abruzzo angebaut.

## Verkehr
Durch die Gemeinde führt die autobahnähnlich ausgebaute Strada Statale 690 Avezzano-Sora von Avezzano nach Sora. Der Bahnhof liegt an der Bahnstrecke von Avezzano nach Roccasecca.